# Jim Carrey

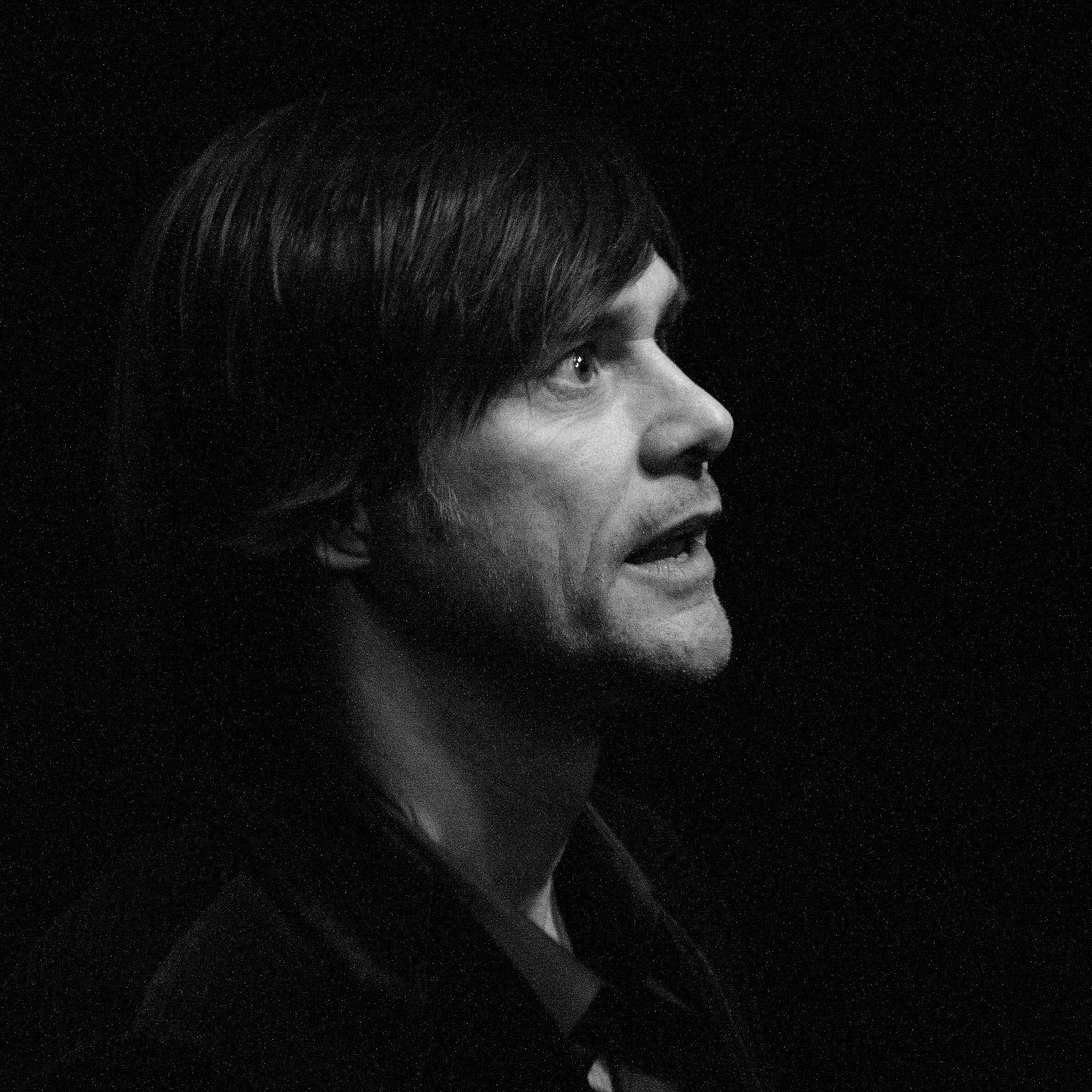
Jim Carrey (2010)

Jim Carrey, właśc. James Eugene Redmond Carrey (ur. 17 stycznia 1962 w Newmarket) – kanadyjsko-amerykański aktor komediowy i dramatyczny, scenarzysta i producent filmowy. Dwukrotny laureat Złotego Globu (1999, 2000).
W 1997 magazyn „People” nazwał go jednym z 50 najprzystojniejszych mężczyzn świata, a magazyn „Empire” umieścił go na 54. miejscu wśród 100 najwspanialszych gwiazd kina.

## Życiorys

### Wczesne lata
Urodził się w Newmarket w Ontario jako syn Kathleen (z domu Oram; 1927–1991) i Percy’ego Carreya (1927–1994), księgowego i muzyka jazzowego – saksofonisty i klarnecisty. Ma starsze rodzeństwo: brata Johna i dwie siostry – Patricię i Ritę. Jego rodzina miała irlandzkie, szkockie i francuskie pochodzenie, a jego nazwisko oryginalnie brzmiało Carré. Uczęszczał do Aldershot High School w Burlington. Podczas lekcji zabawiał towarzystwo, naśladując Jimmy’ego Stewarta czy Henry’ego Fondę. Kiedy miał 12 lat, jego ojciec stracił pracę, rodzina została eksmitowana, a tym samym zmuszona żyć w przyczepie. W wieku 14 lat, wskutek pogarszającej się sytuacji materialnej rodziny, rozpoczął pracę w linii produkcyjnej w Hucie Titan. Jako 15-latek opuścił szkołę średnią, pracując w fabryce, a nocą występując jako komik w nocnym klubie Yuk Yuk w Toronto, lecz jego występ spotkał się z negatywną krytyką. Wziął też udział w programie The All-Night Show (1980).

### Kariera
W 1979 przeniósł się do Los Angeles w Kalifornii. Trafił do programów NBC: The Tonight Show i Saturday Night Live (1980–1981). Regularnie występował w Mitzi Shore Comedy Show. Grał główne role w kanadyjskich telefilmach, w komediodramacie telewizyjnym Przedstawiamy... Janet (Introducing... Janet, 1981) jako Tony Moroni i komedii muzycznej Miedziana góra (Copper Mountain, 1983) jako Bobby Todd. Pojawił się też gościnnie w serialu NBC The Duck Factory (1983) jako Skip Tarkenton, sitcomie NBC Buffalo Bill (1984) jako odtwórca Jerry’ego Lewisa z Dabneyem Colemanem i Joanną Cassidy, telefilmie kryminalnym CBS Śmierć przed kamerą (Mike Hammer: Murder Takes All, 1989) ze Stacy Keachem oraz programie Ulica Sezamkowa (Sesame Street, 1992).
Wkrótce wystąpił w komedii Richarda Lestera Kto pierwszy, ten lepszy (Finders Keepers, 1984) z Michaelem O’Keefe i Beverly D’Angelo, komedii Raz ugryziona (Once Bitten, 1985) z Lauren Hutton i komediodramacie Francisa Forda Coppoli Peggy Sue wyszła za mąż (Peggy Sue Got Married, 1986) w roli przyjaciela głównych bohaterów (Kathleen Turner i Nicolas Cage), dramacie sensacyjnym Buddy’ego Van Horna Pula śmierci (The Dead Pool, 1988) z Clintem Eastwoodem oraz muzycznej komedii romantycznej science fiction Juliana Temple’a Ziemskie dziewczyny są łatwe (1989) jako Wiploc z Geeną Davis i Jeffem Goldblumem.
Szeroką popularność zyskał dzięki roli ekscentrycznego detektywa zajmującego się odnajdowaniem zaginionych zwierząt w komedii kryminalnej Toma Shadyaca Ace Ventura: Psi detektyw (1994), za którą otrzymał nagrodę Blockbuster Entertainment Award. Film zarobił ponad 100 mln dolarów w pierwszym miesiącu wyświetlania. Za rolę nieśmiałego i niepozornego urzędnika bankowego w komedii sensacyjnej Chucka Russella Maska (1994) otrzymał nominację do Złotego Globu dla najlepszego aktora w filmie komediowym lub musicalu. Za rolę Lloyda Christmasa w komedii Głupi i głupszy (1994) został uhonorowany MTV Movie Award w dwóch kategoriach: najlepszy występ komediowy i najlepszy filmowy pocałunek z Lauren Holly. Występ w sequelu Ace Ventura: Zew natury (1995) i postać Edwarda Nygmy / Człowieka zagadki w ekranizacji przygód komiksowego superbohatera Batman Forever (1995) przyniosła mu Kids’ Choice Awards.
W 1998 wystąpił z Eltonem Johnem podczas jednego z koncertów piosenkarza, a także otrzymał kolejną nominację do Złotego Globu za film Kłamca, kłamca (1997), jednak otrzymał go dopiero za rolę Trumana w filmie Petera Weira Truman Show (1998). Drugim Złotym Globem został uhonorowany po występie w Człowieku z księżyca (1999). Za rolę ekscentrycznego amerykańskiego komika Andy Kaufmana został nominowany do American Comedy Award i Canadian Comedy Award.
Carrey jest założycielem własnej firmy produkcyjnej JC 23 Entertainment, znanej z produkowania komedii kryminalnej Dick i Jane: Niezły ubaw.
Był na okładkach magazynów takich jak „Details”, „Entertainment Weekly”, „Esquire”, „Newsweek”, „People”, „Rolling Stone”, „Time”, „TV Guide” i „Vanity Fair”.

## Życie prywatne
W lutym 1983 spotykał się z piosenkarką Lindą Ronstadt. 28 marca 1987 poślubił Melissę Womer. Para ma córkę Jane Erin (ur. 6 września 1987). Małżeństwo zakończyło się rozwodem 11 grudnia 1995.
W lipcu 1994 na planie komedii Głupi i głupszy poznał aktorkę Lauren Holly, z którą ożenił się 23 września 1996. Rozwiedli się 29 lipca 1997. W styczniu 1999 spotykał się z Charlotte Lewis. Od grudnia 1999 do grudnia 2000 związany był z Renée Zellweger. Spotykał się także z Laurie Holden (2001), rosyjską baleriną Anastasiją Wołoczkową (2002), January Jones (2002), Allison McCurdy (2002), duńską modelką Anine Bing (2004), Jenny McCarthy (od grudnia 2005 do kwietnia 2010), uczestniczką programu America’s Next Top Model Anchal Joseph (w styczniu 2011) i Anastasią Vitkiną (w październiku 2011). W latach 2012–2013 i 2015 spotykał się z pochodzącą z Irlandii makijażystką Cathrioną White, która we wrześniu 2015, kilka dni po zakończeniu ich relacji, popełniła samobójstwo.

## Aktor
- Wszystko w dobrym smaku (All In Good Taste, 1983) jako Ralph Parker
- Totalny odjazd (Copper Mountain, 1983) jako Bobby Todd
- Przedstawiamy... Janet (Introducing... Janet, 1983) jako Tony Moroni
- Kto pierwszy, ten lepszy (Finders Keepers, 1984) jako Lane Bidlekoff
- The Duck Factory (1984) jako Skip Tarkenton
- Raz ugryziona (Once Bitten, 1985) jako Mark Kendall
- Peggy Sue wyszła za mąż (Peggy Sue Got Married, 1986) jako Walter Getz
- Pula śmierci (The Dead Pool, 1988) jako Johnny Squares
- Ziemskie dziewczyny są łatwe (Earth Girls Are Easy, 1988) jako Wiploc
- Różowy cadillac (Pink Cadillac, 1989) jako Lounge Entertainer
- Śmierć przed kamerą (Mike Hammer: Murder Takes All, 1989) jako Brad Peters
- The Itsy Bitsy Spider (1992) jako Exterminator
- Szokujące wyznanie (Doing Time on Maple Drive, 1992) jako Tim
- Maska (The Mask, 1994) jako Stanley Ipkiss / Maska
- Ace Ventura: Psi detektyw (Ace Ventura: Pet Detective, 1994) jako Ace Ventura
- Głupi i głupszy (Dumb & Dumber, 1994) jako Lloyd Christmas
- Ace Ventura: Zew natury (Ace Ventura: When Nature Calls, 1995) jako Ace Ventura
- Batman Forever (1995) jako Edward Nygma
- Telemaniak (The Cable Guy, 1996) jako Chip Douglas
- Kłamca, kłamca (Liar Liar, 1997) jako Fletcher Reede
- Simon Birch (1998) jako dorosły Joe Wenteworth
- Truman Show (The Truman Show, 1998) jako Truman Burbank
- Człowiek z księżyca (Man on the Moon, 1999) jako Andy Kaufman
- Ja, Irena i Ja (Me, Myself & Irene, 2000) jako Charlie/Hank
- Grinch: Świąt nie będzie (How the Grinch Stole Christmas, 2000) jako Grinch
- Majestic (The Majestic, 2001) jako Peter Appleton / Luke Trimble
- Bruce Wszechmogący (Bruce Almighty, 2003) jako Bruce Nolan
- Pecan Pie (2003) jako kierowca
- Zakochany bez pamięci (Eternal Sunshine of the Spotless Mind, 2004) jako Joel Barish
- Lemony Snicket: Seria niefortunnych zdarzeń[17] (2004) jako Hrabia Olaf
- Dick i Jane: Niezły ubaw (Fun with Dick and Jane, 2005) jako Dick Harper
- Numer 23 (2007) jako Walter Sparrow
- Horton słyszy Ktosia (2008) jako Horton (głos)
- Jestem na tak (Yes Man, 2008) jako Carl Allen
- I Love You Phillip Morris (2009) jako Steven Russell
- Opowieść wigilijna (A Christmas Carol, 2009) jako Ebenezer Scrooge
- Presidential Reunion (2010) jako Ronald Reagan
- Pan Popper i jego pingwiny (Mr. Popper’s Penguins, 2011) jako pan Popper
- Rockefeller Plaza 30 (30 Rock, 2012) jako Dave Williams
- Kick-Ass 2 (2013) jako Sal Bertolinni i pułkownik Stripes
- Niewiarygodny Burt Wonderstone[18] (2013) jako Steve Gray
- Głupi i głupszy bardziej (2014) jako Lloyd Christmas
- Outsiderka (The bad batch, 2016) jako Pustelnik
- Prawdziwe zbrodnie (Dark Crimes, 2016) jako Tadek[19]
- Kidding (2018) jako Jeff / Pan Pickles
- Sonic. Szybki jak błyskawica (2020) jako doktor Ivo Robotnik
- Sonic 2. Szybki jak błyskawica (2022) jako doktor Ivo Robotnik
- Sonic 3. Szybki jak błyskawica (2024) jako doktor Ivo Robotnik

## Producent
- Bruce Wszechmogący (Bruce Almighty, 2003)
- Dick i Jane: Niezły ubaw (Fun with Dick and Jane, 2005)

## Scenarzysta
- Ace Ventura: Psi detektyw (Ace Ventura: Pet Detective, 1994)

## Nagrody
| Rok  | Nagroda                         | Kategoria                              | Produkcja                                            |
| ---- | ------------------------------- | -------------------------------------- | ---------------------------------------------------- |
| 1995 | Nickelodeon Kids’ Choice Awards | Ulubiony aktor filmowy                 | Ace Ventura: Psi detektyw (1994) Maska (1994)        |
| 1996 | Nickelodeon Kids’ Choice Awards | Ulubiony aktor filmowy                 | Batman Forever (1995) Ace Ventura: Zew natury (1995) |
| 1996 | People’s Choice Award           | Ulubiony aktor w filmie komediowym     | –                                                    |
| 1997 | Nickelodeon Kids’ Choice Awards | Ulubiony aktor filmowy                 | Telemaniak (1996)                                    |
| 1999 | Złoty Glob                      | Najlepszy aktor w dramacie             | Truman Show (1998)                                   |
| 2000 | Złoty Glob                      | Najlepszy aktor w komedii lub musicalu | Człowiek z księżyca (1999)                           |
| 2001 | People’s Choice Award           | Ulubiona gwiazda filmowa w komedii     | –                                                    |
| 2001 | Nickelodeon Kids’ Choice Awards | Ulubiony aktor filmowy                 | Grinch: Świąt nie będzie (2000)                      |
| 2004 | Nickelodeon Kids’ Choice Awards | Ulubiony aktor filmowy                 | Bruce Wszechmogący (2003)                            |
| 2005 | People’s Choice Award           | Ulubiona zabawny gwiazdor              | –                                                    |
| 2010 | Nickelodeon Kids’ Choice Awards | Ulubiony głos z filmu animowanego      | Opowieść wigilijna (2009)                            |
| 2010 | People’s Choice Award           | Ulubiona gwiazda komedii               | –                                                    |

## Odznaczenia
- Medal Diamentowego Jubileuszu Królowej Elżbiety II (odmiana kanadyjska) – 2012[20]